# Calvaire Notre-Dame-de-Bonne-Conduite
Pour les articles homonymes, voir Calvaire Notre-Dame.
Le calvaire Notre-Dame-de-Bonne-Conduite est un calvaire situé sur le territoire de la commune de Ruy-Montceau dans le département de l'Isère et la région Auvergne-Rhône-Alpes. L'édifice est labellisé Patrimoine en Isère.

## Situation et accès

### Situation
Le calvaire se positionne sur la colline de Montceau, située à l'ouest du territoire de la commune de Ruy-Montceau dans le canton de Bourgoin-Jallieu, à proximité d'une chapelle portant le même nom.
Ce calvaire domine le modeste plateau de Cessieu et la plaine marécageuse située entre Bourgoin-Jallieu et La Tour-du-Pin. Le calvaire est visible de l'ancienne route nationale 6 qui  relie Paris à l'Italie (à la descente du col du Mont-Cenis) via Lyon et la Savoie.

### Accès
La route départementale 54b dessert le site rejoint la départementale 1006 (ancienne RN6) à Bourgoin Jallieu après avoir traversé le hameau de  Chatonnay et le bourg de Ruy.
La gare ferroviaire française la plus proche est la gare de Bourgoin-Jallieu.

## Description
Le calvaire se positionne dans un enclos rectangulaire composé d'un muret et d'une grille en fer forgé. Le calvaire, proprement dit se compose d'un socle sur lequel repose une table saillante. Trois croix élevées sur cette table évoquent le calvaire du Golgotha. La croix centrale, représentant la Crucifixion domine les deux autres.
Deux statues sont placées de part et d'autre de la croix centrale représentent pour l'une, la Vierge voilée et pour l'autre une femme pas clairement identifiée,.